# Liste der Nummer-eins-Hits in Norwegen (2011)
|        | Nummer-eins-Singles 2011   |                            |                            |        |
| < 2010 | in den norwegischen Charts | in den norwegischen Charts | in den norwegischen Charts | 2012 > |

| Datum Wochen          | Datum Wochen          | Titel / Interpret Autor(en) | Information | Information |
| --------------------- | --------------------- | --- | --- | --- |
| 1/2011 1 Woche        | 1/2011 1 Woche        | This Is the Life Amy Macdonald Amy Macdonald, Pete Wilkinson | Wiedereinstieg des Top-Ten-Hits von 2008 auf Platz 1 nach der Verwendung in einem Werbespot | Wiedereinstieg des Top-Ten-Hits von 2008 auf Platz 1 nach der Verwendung in einem Werbespot |
| 2/2011 1 Woche        | 2/2011 1 Woche        | Barbra Streisand Duck Sauce Heinz Huth, Jürgen Huth, Fred Jay, Frank Farian, Armand Van Helden, Alain Macklovitch                                                 | zweiter Hit für Van Helden, erster für A-Trak in Norwegen | zweiter Hit für Van Helden, erster für A-Trak in Norwegen |
| 3/2011 3 Wochen       | 3/2011 3 Wochen       | Grenade Bruno Mars Andrew Wyatt, Claude Kelly, Bruno Mars, Phillip Lawrence, Ari Levine, Brody Brown                                                              | erster Nummer-eins-Hit für Bruno Mars in Norwegen nach Platz 4 für sein Solodebüt Just the Way You Are im Vorjahr | erster Nummer-eins-Hit für Bruno Mars in Norwegen nach Platz 4 für sein Solodebüt Just the Way You Are im Vorjahr |
| 6/2011 4 Wochen       | 6/2011 4 Wochen       | Haba haba Stella Mwangi Stella Mwangi / Beyond51, Big City | Beitrag Norwegens für den Eurovision Song Contest 2011 | Beitrag Norwegens für den Eurovision Song Contest 2011 |
| 10/2011 1 Woche       | 10/2011 1 Woche       | Happiness Alexis Jordan Tor Erik Hermansen, Mikkel S. Eriksen, Joel Zimmerman, Autumn Rowe                                                                        | Debütsingle der US-amerikanischen Sängerin | Debütsingle der US-amerikanischen Sängerin |
| 11/2011 1 Woche       | 11/2011 1 Woche       | Vår beste dag Marit Larsen Musik: Jon Kirkebø Rosslund, Text: Erik Erikssøn Bye                                                                                   | dritter Nummer-eins-Hit, Coverversion eines Lieds von Erik Bye aus dem Jahr 2003 | dritter Nummer-eins-Hit, Coverversion eines Lieds von Erik Bye aus dem Jahr 2003 |
| 12/2011 5 Wochen      | 12/2011 5 Wochen      | On the Floor Jennifer Lopez feat. Pitbull Gonzalo Hermosa, Ulises Hermosa; Bilal Hajji, Kinda Hamid, Achraf Janussi, Nadir Khayat, Armando Perez, Geraldo Sandell | erster Nummer-eins-Hit für beide Interpreten in Norwegen; das Lied baut auf einem Sample aus dem Nummer-eins-Hit Lambada auf | erster Nummer-eins-Hit für beide Interpreten in Norwegen; das Lied baut auf einem Sample aus dem Nummer-eins-Hit Lambada auf |
| 17/2011 11 Wochen     | 17/2011 11 Wochen     | What Are Words Chris Medina Rodney Jerkins, Andre Lindal, Lauren Christy                                                                                          | Medina schied frühzeitig bei American Idol aus, hatte aber mit seinem vom Norweger Andre Lindal mitgeschriebenen Lied über seine bei einem Unfall schwer verletzte Verlobte einen Hit | Medina schied frühzeitig bei American Idol aus, hatte aber mit seinem vom Norweger Andre Lindal mitgeschriebenen Lied über seine bei einem Unfall schwer verletzte Verlobte einen Hit |
| 28/2011 3 Wochen (+4) | 28/2011 3 Wochen (+4) | Ring meg Gabrielle Gabrielle Leithaug, Lars K. Hustoft | bekannt wurde die Sängerin 2009 durch die norwegische X-Factor-Ausgabe, wo sie allerdings nur Platz 7 belegte; eineinhalb Jahre später springt sie mit ihrer Debütsingle auf Platz 1 | bekannt wurde die Sängerin 2009 durch die norwegische X-Factor-Ausgabe, wo sie allerdings nur Platz 7 belegte; eineinhalb Jahre später springt sie mit ihrer Debütsingle auf Platz 1 |
| 31/2011 1 Woche       | 31/2011 1 Woche       | Til Ungdommen Herborg Kråkevik Text: Nordahl Grieg; Musik: Otto Mortensen                                                                                         | populäres norwegisches Liedgut: Vertonung eines Gedichts von Nordahl Grieg; Chorversionen des Lieds wurden im Zusammenhang mit den Terroranschlägen in Oslo aufgeführt; anschließend stieg die populäre Version der Schauspielerin und Sängerin Herborg Kråkevik auf Platz 1 ein, sie hatte das Lied bereits 2000 aufgenommen, das zugehörige Album Kråkeviks songbok erreichte damals Platz 1 | populäres norwegisches Liedgut: Vertonung eines Gedichts von Nordahl Grieg; Chorversionen des Lieds wurden im Zusammenhang mit den Terroranschlägen in Oslo aufgeführt; anschließend stieg die populäre Version der Schauspielerin und Sängerin Herborg Kråkevik auf Platz 1 ein, sie hatte das Lied bereits 2000 aufgenommen, das zugehörige Album Kråkeviks songbok erreichte damals Platz 1 |
| 32/2011 4 Wochen (+3) | 32/2011 4 Wochen (+3) | Ring meg Gabrielle Gabrielle Leithaug, Lars K. Hustoft | − | − |
| 36/2011 4 Wochen (+1) | 36/2011 4 Wochen (+1) | Moves Like Jagger Maroon 5 Adam Levine, Karl Johan Schuster, Benjamin Levin, Ammar Malik                                                                          | nach zwei Top-Ten-Hits in großen Abständen landet die dritte Single der US-Band auf Platz 1, Unterstützung hatten sie dabei von Christina Aguilera | nach zwei Top-Ten-Hits in großen Abständen landet die dritte Single der US-Band auf Platz 1, Unterstützung hatten sie dabei von Christina Aguilera |
| 40/2011 1 Woche (+8)  | 40/2011 1 Woche (+8)  | We Found Love Rihanna Calvin Harris | fünfter Nummer-eins- und 19. Top-Ten-Hit für die Sängerin aus Barbados seit 2005 in Norwegen, der schottische Liedschreiber und Produzent Calvin Harris wird in anderen Ländern auch als Mitinterpret genannt | fünfter Nummer-eins- und 19. Top-Ten-Hit für die Sängerin aus Barbados seit 2005 in Norwegen, der schottische Liedschreiber und Produzent Calvin Harris wird in anderen Ländern auch als Mitinterpret genannt |
| 41/2011 1 Woche (+4)  | 41/2011 1 Woche (+4)  | Moves Like Jagger Maroon 5 Adam Levine, Karl Johan Schuster, Benjamin Levin, Ammar Malik                                                                          | − | − |
| 42/2011 8 Wochen (+1) | 42/2011 8 Wochen (+1) | We Found Love Rihanna Calvin Harris | fünfter Nummer-eins- und 19. Top-Ten-Hit für die Sängerin aus Barbados seit 2005 in Norwegen, der schottische Liedschreiber und Produzent Calvin Harris wird in anderen Ländern auch als Mitinterpret genannt | fünfter Nummer-eins- und 19. Top-Ten-Hit für die Sängerin aus Barbados seit 2005 in Norwegen, der schottische Liedschreiber und Produzent Calvin Harris wird in anderen Ländern auch als Mitinterpret genannt |
| 50/2011 1 Woche       | 50/2011 1 Woche       | Paradise Coldplay Brian Eno, Will Champion, Chris Martin, Guy Berryman, Jonny Buckland                                                                            | trotz fünf Nummer-eins-Alben erst der erste Nummer-eins-Singlehit für die Topband, die vorherigen sieben Singles waren immerhin alle in den Top Ten | trotz fünf Nummer-eins-Alben erst der erste Nummer-eins-Singlehit für die Topband, die vorherigen sieben Singles waren immerhin alle in den Top Ten |
| 51/2011 4 Wochen      | 51/2011 4 Wochen      | Levels Avicii Tim Bergling, Ash Pournouri; Leroy Kirkland, Etta James, Pearl Woods                                                                                | erster Nummer-eins-Hit des schwedischen DJs nach seinem Nummer-4-Debüt Seek Bromance; enthält ein Etta-James-Sample (Something's Got a Hold on Me) und wurde selbst für Good Feeling von Flo Rida gesampelt | erster Nummer-eins-Hit des schwedischen DJs nach seinem Nummer-4-Debüt Seek Bromance; enthält ein Etta-James-Sample (Something's Got a Hold on Me) und wurde selbst für Good Feeling von Flo Rida gesampelt |

| < 2010 |  |  |  | 2012 > |

|  |

|        | Nummer-eins-Alben 2011     |                            |                            |        |
| < 2010 | in den norwegischen Charts | in den norwegischen Charts | in den norwegischen Charts | 2012 > |

| Datum Wochen           | Datum Wochen           | Titel / Interpret                                   | Information | Information |
| ---------------------- | ---------------------- | --------------------------------------------------- | --- | --- |
| 1/2011 1 Woche         | 1/2011 1 Woche         | Loud Rihanna                                        | Rihannas zweites Nummer-eins-Album in Folge; enthält zwei Nummer-eins-Songs | Rihannas zweites Nummer-eins-Album in Folge; enthält zwei Nummer-eins-Songs |
| 2/2011 2 Wochen        | 2/2011 2 Wochen        | The Anthology Volume 1 Bellamy Brothers             | seit 1995 das vierte Compilation-Album des US-Country-Duos in Folge in den Charts, fast 35 Jahre nach ihrem Nummer-zwei-Hit Let Your Love Flow sind sie damit erstmals auf Platz 1                                                         | seit 1995 das vierte Compilation-Album des US-Country-Duos in Folge in den Charts, fast 35 Jahre nach ihrem Nummer-zwei-Hit Let Your Love Flow sind sie damit erstmals auf Platz 1                                                         |
| 4/2011 2 Wochen        | 4/2011 2 Wochen        | Alt du vil ha Sie Gubba                             | nach zwei Top-Ten-Alben der erste Spitzenreiter für die norwegische Dansband, nachdem sie beim ersten Halbfinale des Vorentscheides für den Eurovision Song Contest mit dem Titelsong Platz 3 belegt hatten                                | nach zwei Top-Ten-Alben der erste Spitzenreiter für die norwegische Dansband, nachdem sie beim ersten Halbfinale des Vorentscheides für den Eurovision Song Contest mit dem Titelsong Platz 3 belegt hatten                                |
| 6/2011 1 Woche (+2)    | 6/2011 1 Woche (+2)    | Violeta, Violeta - Vol. 1 Kaizers Orchestra         | sechstes Studioalbum der norwegischen Rockband, das wie alle Vorgänger Platz eins erreichte | sechstes Studioalbum der norwegischen Rockband, das wie alle Vorgänger Platz eins erreichte |
| 7/2011 1 Woche         | 7/2011 1 Woche         | Det nærmeste du kommer John Olav Nilsen & Gjengen   | erstes Nummer-eins-Album für die norwegischsprachige Band aus Bergen, die mit dem Vorgängeralbum den Spellemannprisen in der Kategorie Rock gewonnen hatte                                                                                 | erstes Nummer-eins-Album für die norwegischsprachige Band aus Bergen, die mit dem Vorgängeralbum den Spellemannprisen in der Kategorie Rock gewonnen hatte                                                                                 |
| 8/2011 2 Wochen (+1)   | 8/2011 2 Wochen (+1)   | Violeta, Violeta - Vol. 1 Kaizers Orchestra         | − | − |
| 10/2011 4 Wochen       | 10/2011 4 Wochen       | Epic Scrap Metal BigBang                            | fünftes Nummer-eins-Studioalbum in Folge für die norwegische Rockband | fünftes Nummer-eins-Studioalbum in Folge für die norwegische Rockband |
| 14/2011 1 Woche        | 14/2011 1 Woche        | Furet værbitt Åge Aleksandersen og Sambandet        | fünftes Nummer-eins-Album von 22 Chartalben für den norwegischen Liedermacher, erstmals mit Begleitband | fünftes Nummer-eins-Album von 22 Chartalben für den norwegischen Liedermacher, erstmals mit Begleitband |
| 15/2011 3 Wochen       | 15/2011 3 Wochen       | Wasting Light Foo Fighters                          | erstes Nummer-eins-Album im achten Anlauf für die US-amerikanische Band | erstes Nummer-eins-Album im achten Anlauf für die US-amerikanische Band |
| 18/2011 1 Woche (+12)  | 18/2011 1 Woche (+12)  | 21 Adele                                            | erstes Nummer-eins-Album der Engländerin | erstes Nummer-eins-Album der Engländerin |
| 19/2011 1 Woche        | 19/2011 1 Woche        | Helplessness Blues Fleet Foxes                      | nach Platz 14 mit dem Debütalbum jetzt Platz 1 für das zweite Album der US-amerikanischen Band | nach Platz 14 mit dem Debütalbum jetzt Platz 1 für das zweite Album der US-amerikanischen Band |
| 20/2011 2 Wochen (+11) | 20/2011 2 Wochen (+11) | 21 Adele                                            | − | − |
| 22/2011 2 Wochen       | 22/2011 2 Wochen       | Born This Way Lady Gaga                             | mit dem zweiten Album kam die amerikanische Sängerin zum ersten Mal an die Spitze bei den Alben, nachdem die beiden Versionen des Vorgängers Platz 4 bzw. 8 erreicht und drei Nummer-eins-Singles gebracht hatten                          | mit dem zweiten Album kam die amerikanische Sängerin zum ersten Mal an die Spitze bei den Alben, nachdem die beiden Versionen des Vorgängers Platz 4 bzw. 8 erreicht und drei Nummer-eins-Singles gebracht hatten                          |
| 24/2011 2 Wochen (+11) | 24/2011 2 Wochen (+11) | 21 Adele                                            | − | − |
| 26/2011 1 Woche        | 26/2011 1 Woche        | Bon Iver                                            | erste Platzierung überhaupt des US-amerikanischen Folkrockers in Norwegen | erste Platzierung überhaupt des US-amerikanischen Folkrockers in Norwegen |
| 27/2011 6 Wochen (+1)  | 27/2011 6 Wochen (+1)  | Solidarity Breaks Jarle Bernhoft                    | zweites Soloalbum des Rocksängers der Band Span, erste Nummer eins, stieg nach 22 Wochen an die Spitze | zweites Soloalbum des Rocksängers der Band Span, erste Nummer eins, stieg nach 22 Wochen an die Spitze |
| 33/2011 1 Woche        | 33/2011 1 Woche        | Watch the Throne Jay-Z & Kanye West                 | in Zusammenarbeit mit Linkin Park hatte Jay-Z bereits ein Nummer-eins-Album, mit Rihanna eine Nummer-eins-Single, Kanye West verhilft er zur ersten Nummer eins, nachdem dieser unter Singles und Alben je zwei Top-5-Erfolge gehabt hatte | in Zusammenarbeit mit Linkin Park hatte Jay-Z bereits ein Nummer-eins-Album, mit Rihanna eine Nummer-eins-Single, Kanye West verhilft er zur ersten Nummer eins, nachdem dieser unter Singles und Alben je zwei Top-5-Erfolge gehabt hatte |
| 34/2011 1 Woche (+12)  | 34/2011 1 Woche (+12)  | 21 Adele                                            | − | − |
| 35/2011 1 Woche (+6)   | 35/2011 1 Woche (+6)   | Solidarity Breaks Jarle Bernhoft                    | − | − |
| 36/2011 1 Woche (+12)  | 36/2011 1 Woche (+12)  | 21 Adele                                            | − | − |
| 37/2011 2 Wochen (+1)  | 37/2011 2 Wochen (+1)  | It All Starts with One Ane Brun                     | drittes Nummer-eins-Album in ihrer Heimat und erstes Nummer-eins-Album im Nachbarland Schweden für die norwegische Liedermacherin | drittes Nummer-eins-Album in ihrer Heimat und erstes Nummer-eins-Album im Nachbarland Schweden für die norwegische Liedermacherin |
| 39/2011 2 Wochen       | 39/2011 2 Wochen       | Long Slow Distance Sivert Høyem                     | drittes Nummer-eins-Album in Folge des Madrugada-Sängers | drittes Nummer-eins-Album in Folge des Madrugada-Sängers |
| 41/2011 1 Woche (+2)   | 41/2011 1 Woche (+2)   | It All Starts with One Ane Brun                     | − | − |
| 42/2011 1 Woche        | 42/2011 1 Woche        | Bestevenn Odd Nordstoga                             | drittes Nummer-eins-Album in Folge bei sechs Top-2-Alben für den norwegischen Liedermacher | drittes Nummer-eins-Album in Folge bei sechs Top-2-Alben für den norwegischen Liedermacher |
| 43/2011 1 Woche        | 43/2011 1 Woche        | Bad as Me Tom Waits                                 | zweites Nummer-eins-Album und sechstes Top-5-Album in Folge für den US-Musiker, der seit 1984 in den Albumcharts zu finden ist | zweites Nummer-eins-Album und sechstes Top-5-Album in Folge für den US-Musiker, der seit 1984 in den Albumcharts zu finden ist |
| 44/2011 2 Wochen       | 44/2011 2 Wochen       | Mylo Xyloto Coldplay                                | fünftes Nummer-eins-Studioalbum in Folge für die britische Supertruppe | fünftes Nummer-eins-Studioalbum in Folge für die britische Supertruppe |
| 46/2011 2 Wochen       | 46/2011 2 Wochen       | Violeta Violeta Vol. II Kaizers Orchestra           | auch die Fortsetzung des Albums vom Anfang des Jahres folgt allen Vorgängern auf Platz 1 | auch die Fortsetzung des Albums vom Anfang des Jahres folgt allen Vorgängern auf Platz 1 |
| 48/2011 1 Woche        | 48/2011 1 Woche        | Talk That Talk Rihanna                              | im dritten Jahr in Folge erreichte das „Dezember-Album“ der R&B-Pop-Queen die Chartspitze in Norwegen | im dritten Jahr in Folge erreichte das „Dezember-Album“ der R&B-Pop-Queen die Chartspitze in Norwegen |
| 49/2011 2 Wochen (+14) | 49/2011 2 Wochen (+14) | Christmas Michael Bublé                             | nachdem die Erfolgkurve seiner Alben zuvor deutlich nach unten zeigte, brachte dem Kanadier die Idee eines Weihnachtsalbums den Spitzenplatz, obwohl erst die Festtagsstimmung ihm nach fünf Chartwochen den Durchbruch brachte            | nachdem die Erfolgkurve seiner Alben zuvor deutlich nach unten zeigte, brachte dem Kanadier die Idee eines Weihnachtsalbums den Spitzenplatz, obwohl erst die Festtagsstimmung ihm nach fünf Chartwochen den Durchbruch brachte            |
| 51/2011 2 Wochen       | 51/2011 2 Wochen       | Dance with Me (Live at Chateau Neuf) Jarle Bernhoft | Liveversion seines Nummer-eins-Albums Solidarity Breaks vom Sommer, aufgenommen im Veranstaltungszentrum Chateau Neuf der Osloer Studentenvereinigung                                                                                      | Liveversion seines Nummer-eins-Albums Solidarity Breaks vom Sommer, aufgenommen im Veranstaltungszentrum Chateau Neuf der Osloer Studentenvereinigung                                                                                      |

| < 2010 |  |  |  | 2012 > |
|        |  |  |  |        |